# خافي ماركيز
خافي ماركيز (بالإسبانية: Javi Márquez) (مواليد 11 مايو 1986 في برشلونة - إسبانيا) لاعب كرة قدم إسباني يلعب حاليا لصالح نادي الدرجة الأولى إسبانيول الإسباني منذ 2005 في مركز الوسط المحوري كما يجيد اللعب في مركز الوسط الأيسر .

## روابط خارجية
- خافي ماركيز على موقع قاعدة بيانات كرة القدم.إي يو (الإنجليزية)
- خافي ماركيز على موقع Soccerbase.com (لاعب) (الإنجليزية)
- خافي ماركيز على موقع Soccerway.com (الإنجليزية)
- خافي ماركيز على موقع عالم كرة القدم.نت (الإنجليزية)
- خافي ماركيز على موقع كووورة
- خافي ماركيز على موقع AS.com (الإسبانية)